# Geffosses
 Geffosses  là một xã thuộc tỉnh Manche trong vùng Normandie tây bắc nước Pháp. Xã này nằm ở khu vực có độ cao trung bình 21 mét trên mực nước biển.